# Hockey su pista nel 1973

## Attività internazionale
| Torneo                      | Edizione                         | Campione   | Titolo Nº  |
| --------------------------- | -------------------------------- | ---------- | ---------- |
| Campionato europeo          | Campionato europeo 1973          | Portogallo | 13º titolo |
| Campionato europeo Under-20 | Campionato europeo Under-20 1973 | Spagna     | 8º titolo  |
| Campionato sudamericano     | Campionato sudamericano 1973     | Brasile    | 2º titolo  |
| Coppa delle Nazioni         | Coppa delle Nazioni 1973         | Portogallo | 10º titolo |

## Attività di club
- America

| Nazione     | Torneo                                 | Edizione                                    | Campione           | Titolo Nº  |
| ----------- | -------------------------------------- | ------------------------------------------- | ------------------ | ---------- |
| Argentina   | Campionato della Provincia di San Juan | Campionato della Provincia di San Juan 1973 | Concepción         | 10º titolo |
| Cile        | Campionato cileno                      | Honor Apertura 1973                         | Audax Italiano     | 8º titolo  |
| Stati Uniti | Campionato statunitense                | Campionato statunitense 1973                | Cumberland Raiders | 1º titolo  |

- Europa

| Nazione        | Torneo                  | Edizione                     | Campione         | Titolo Nº  |
| -------------- | ----------------------- | ---------------------------- | ---------------- | ---------- |
| -              | Coppa dei Campioni      | Coppa dei Campioni 1972-1973 | Barcellona       | 1º titolo  |
| Francia        | Campionato francese     | Campionato francese 1973     | Gujan-Mestras    | 4º titolo  |
| Germania Ovest | Campionato tedesco      | Campionato tedesco 1973      | Walsum           | 7º titolo  |
| Inghilterra    | National Cup            | National Cup 1973            | Herne Bay United | 3º titolo  |
| Italia         | Serie A                 | Serie A 1973                 | Novara           | 17º titolo |
| Paesi Bassi    | 1ª Klasse               | 1ª Klasse 1973               | Hollandia        | 5º titolo  |
| Portogallo     | 1ª Divisão              | 1ª Divisão 1972-1973         | Lourenço Marques | 3º titolo  |
| Spagna         | División de Honor       | División de Honor 1972-1973  | Reus Deportiu    | 4º titolo  |
| Spagna         | Coppa del Generalissimo | Coppa del Generalissimo 1973 | Reus Deportiu    | 5º titolo  |
| Svizzera       | Lega Nazionale A        | Lega Nazionale A 1973        | RS Zurigo        | 7º titolo  |
| Svizzera       | Coppa di Svizzera       | Coppa di Svizzera 1973       | RS Zurigo        | 5º titolo  |

## Nazionale italiana

### Riepilogo
| Competizione             | Pos.     | Pt | G | V | N | P | GF | GS | DR  |
| ------------------------ | -------- | -- | - | - | - | - | -- | -- | --- |
| Campionato europeo 1973  | 4º posto | 9  | 8 | 4 | 1 | 3 | 30 | 18 | +12 |
| Coppa delle Nazioni 1973 | 5º posto | 10 | 6 | 2 | 0 | 4 | 26 | 31 | -5  |